# Psilomastax pyramidalis
Psilomastax pyramidalis är en stekelart som beskrevs av Peter Friedrich Ludwig Tischbein 1868. Psilomastax pyramidalis ingår i släktet Psilomastax och familjen brokparasitsteklar. Inga underarter finns listade i Catalogue of Life.